# Calcio a 5 per ciechi ai XVII Giochi paralimpici estivi
Il torneo di calcio a 5 per ciechi ai XVII Giochi paralimpici estivi è stato svolto dal 1º al 7 settembre 2024 presso lo stadio Torre Eiffel, situato nel Campo di Marte, a Parigi.

## Formato
Il torneo era composto solo da squadre maschili ed era articolato in una prima fase eliminatoria a due gruppi, da quattro squadre ciascuno. Le prime due classificate di ciascun gruppo hanno proseguito il torneo a eliminazione diretta. Le terze e quarte classificate hanno disputato le partite per il piazzamento nella classifica, rispettivamente per il quinto/sesto posto e il settimo/ottavo posto. Le squadre sconfitte nelle semifinali si sono sfidate nella finale per la medaglia di bronzo.

## Calendario
| Calcio a 5 per ciechi ai XVII Giochi paralimpici estivi | Calcio a 5 per ciechi ai XVII Giochi paralimpici estivi | Calcio a 5 per ciechi ai XVII Giochi paralimpici estivi | Calcio a 5 per ciechi ai XVII Giochi paralimpici estivi | Calcio a 5 per ciechi ai XVII Giochi paralimpici estivi | Calcio a 5 per ciechi ai XVII Giochi paralimpici estivi | Calcio a 5 per ciechi ai XVII Giochi paralimpici estivi | Calcio a 5 per ciechi ai XVII Giochi paralimpici estivi | Calcio a 5 per ciechi ai XVII Giochi paralimpici estivi |
| Torneo                                                  | Data                                                    | Data                                                    | Data                                                    | Data                                                    | Data                                                    | Data                                                    | Data                                                    | Data                                                    |
| Torneo                                                  | Dom 1                                                   | Lun 2                                                   | Mar 3                                                   | Mer 4                                                   | Gio 5                                                   | Ven 6                                                   | Sab 7                                                   | Sab 7                                                   |
| ------------------------------------------------------- | ------------------------------------------------------- | ------------------------------------------------------- | ------------------------------------------------------- | ------------------------------------------------------- | ------------------------------------------------------- | ------------------------------------------------------- | ------------------------------------------------------- | ------------------------------------------------------- |
| Maschile                                                | G                                                       | G                                                       | G                                                       |                                                         | SF                                                      |                                                         | B                                                       | F                                                       |

| G | Gironi eliminatori | SF | Semifinali | B | Finale medaglia di bronzo | F | Finale medaglia d'oro |

## Risultati

### Fase a gruppi

#### Gruppo A
| Squadra | Pt | G | V | N | P | GF | GS | DR |
| ------- | -- | - | - | - | - | -- | -- | -- |
| Brasile | 7  | 3 | 2 | 1 | 0 | 6  | 0  | 6  |
| Francia | 6  | 3 | 2 | 0 | 1 | 3  | 3  | 0  |
| Cina    | 4  | 3 | 1 | 1 | 1 | 2  | 1  | 1  |
| Turchia | 0  | 3 | 0 | 0 | 3 | 0  | 7  | -7 |

| Arbitro: | Jose Alfredo Martinez Ibarra |

|                                          |           |  |
| Nonato 6’ (rig.), 21’ Jefinho 20’ (rig.) | Marcatori |  |

| Arbitro: | Germinal Dante Lubrano |

|           |           |  |
| Youme 19’ | Marcatori |  |

| Arbitro: | Rodolphe-Marc-Pierrick Bonnin |

|  |           |                  |
|  | Marcatori | 20’ Zhu 24’ Tang |

| Arbitro: | Tom Jozef de Bruyne |

|  |           |                                       |
|  | Marcatori | 14’ Ricardinho 15’ Jardiel 27’ Nonato |

| Parigi 3 settembre 2024, ore 18:30 UTC+1 | Cina                   | 0 – 0 referto | Brasile | Stadio Torre Eiffel (10 580 spett.)\| Arbitro: \| Germinal Dante Lubrano \| |
| Arbitro:                                 | Germinal Dante Lubrano |               |         |                                                                             |

| Arbitro: | Jose Alfredo Martinez Ibarra |

|  |           |                        |
|  | Marcatori | 5’ Villeroux 20’ Baron |

#### Gruppo B
| Squadra   | Pt | G | V | N | P | GF | GS | DR |
| --------- | -- | - | - | - | - | -- | -- | -- |
| Colombia  | 7  | 3 | 2 | 1 | 0 | 2  | 0  | 2  |
| Argentina | 5  | 3 | 1 | 2 | 0 | 1  | 0  | 1  |
| Marocco   | 4  | 3 | 1 | 1 | 1 | 1  | 1  | 0  |
| Giappone  | 0  | 3 | 0 | 0 | 3 | 0  | 3  | -3 |

| Arbitro: | Tom Jozef de Bruyne |

|  |           |                   |
|  | Marcatori | 8’ Perez Quintero |

| Parigi 1º settembre 2024, ore 13:30 UTC+1 | Marocco           | 0 – 0 referto | Argentina | Stadio Torre Eiffel (8 900 spett.)\| Arbitro: \| Francois Carcouet \| |
| Arbitro:                                  | Francois Carcouet |               |           |                                                                       |

| Parigi 2 settembre 2024, ore 11:30 UTC+1 | Argentina                    | 0 – 0 referto | Colombia | Stadio Torre Eiffel (8 790 spett.)\| Arbitro: \| Jose Alfredo Martinez Ibarra \| |
| Arbitro:                                 | Jose Alfredo Martinez Ibarra |               |          |                                                                                  |

| Arbitro: | Francois Carcouet |

|  |           |                   |
|  | Marcatori | 26’ (aut.) Sasaki |

| Arbitro: | Francois Carcouet |

|                    |           |  |
| Perez Quintero 25’ | Marcatori |  |

| Arbitro: | Tom Jozef de Bruyne |

|               |           |  |
| Fernandez 10’ | Marcatori |  |

### Fase a eliminazione diretta
|  | Semifinali | Semifinali | Semifinali |           |         | Finale medaglia d'oro     | Finale medaglia d'oro     | Finale medaglia d'oro     |  |
|  |            |            |            |           |         |                           |                           |                           |  |
|  | Colombia   | Colombia   | 0          |           |         |                           |                           |                           |  |
|  | Colombia   | Colombia   | 0          |           |         |                           |                           |                           |  |
|  | Francia    | Francia    | 1          |           |         |                           |                           |                           |  |
|  | Francia    | Francia    | 1          |           | Francia | Francia                   | 1 (3)                     |                           |  |
|  |            |            |            |           | Francia | Francia                   | 1 (3)                     |                           |  |
|  |            |            | Argentina  | Argentina | 1 (2)   |                           |                           |                           |  |
|  | Brasile    | Brasile    | Argentina  | Argentina | 1 (2)   | 0 (3)                     |                           |                           |  |
|  | Brasile    | Brasile    |            |           |         | 0 (3)                     |                           |                           |  |
|  | Argentina  | Argentina  | 0 (4)      |           |         | Finale medaglia di bronzo | Finale medaglia di bronzo | Finale medaglia di bronzo |  |
|  | Argentina  | Argentina  | 0 (4)      |           |         |                           |                           |                           |  |
|  |            |            |            |           |         |                           |                           |                           |  |
|  |            |            |            |           |         | Colombia                  | Colombia                  | 0                         |  |
|  |            |            |            |           |         | Colombia                  | Colombia                  | 0                         |  |
|  |            |            |            |           |         | Brasile                   | Brasile                   | 1                         |  |

#### Semifinali
| Arbitro: | Tom Jozef de Bruyne |

|  |           |               |
|  | Marcatori | 26’ Villeroux |

| Arbitro: | Francois Carcouet |

|                                                 |                  |                                                  |
| Maicon Lopes Nonato da Silva Jardiel Ricardinho | Tiri di rigore – | Espinillo Rios Heredia Padilla Olivera Fernandez |

#### Finale medaglia di bronzo
| Arbitro: | Francois Carcouet |

|  |           |             |
|  | Marcatori | 24’ Jefinho |

#### Finale medaglia d'oro
| Arbitro: | Tom Jozef de Bruyne |

|                        |                  |                        |
| Villeroux 12’          | Marcatori        | 12’ Espinillo          |
| Arezki Baron Villeroux | Tiri di rigore – | Espinillo Rios Heredia |

### Incontri per i piazzamenti finali

#### 7º/8º posto
| Arbitro: | Ellen Dayane Grosskopf |

|                     |           |  |
| Satay 22’ Aslan 29’ | Marcatori |  |

#### 5º/6º posto
| Arbitro: | Rodolphe-Marc-Pierrick Bonnin |

|        |           |  |
| Liu 9’ | Marcatori |  |

## Podio
| Evento          | Oro     | Argento   | Bronzo  |
| --------------- | ------- | --------- | ------- |
| Torneo maschile | Francia | Argentina | Brasile |

## Classifica
| Posizione | Squadra   |
| --------- | --------- |
| 1         | Francia   |
| 2         | Argentina |
| 3         | Brasile   |
| 4         | Colombia  |
| 5         | Cina      |
| 6         | Marocco   |
| 7         | Turchia   |
| 8         | Giappone  |